# 방향족 아미노산 아미노기전이효소
방향족 아미노산 아미노기전이효소(영어: aromatic-amino-acid transaminase) (EC 2.6.1.57)는 다음과 같은 화학 반응을 촉매하는 효소이다.
방향족 아미노산 + 2-옥소글루타르산  ⇄  방향족 옥소산 + L-글루탐산
방향족 아미노산 아미노기전이효소의 2가지 기질은 방향족 아미노산, 2-옥소글루타르산이며, 2가지 생성물은 방향족 옥소산, L-글루탐산이다.
방향족 아미노산 아미노기전이효소는 전이효소 부류에 속하며, 특히 질소를 함유한 작용기를 전달하는 아미노기전이효소에 속한다. 방향족 아미노산 아미노기전이효소는 6가지 대사 경로(메티오닌 대사, 티로신 대사, 페닐알라닌 대사, 페닐알라닌, 티로신, 트립토판의 생합성, 노보비오신 생합성, 알칼로이드 생합성)에 참여한다. 방향족 아미노산 아미노기전이효소는 피리독살 인산을 보조 인자로 사용한다.

## 명명법
방향족 아미노산 아미노기전이효소의 계통명은 방향족 아미노산:2-옥소글루타르산 아미노기전이효소(영어: aromatic-amino-acid:2-oxoglutarate aminotransferase)이다.
다음은 일반적으로 사용되는 다른 이름들이다.
- 방향족 아미노산 트랜스아미네이스(영어: aromatic amino acid aminotransferase)
- 방향족 아미노트랜스퍼레이스(영어: aromatic aminotransferase)
- ArAT

## 구조 연구
2007년을 기준으로 이러한 부류의 효소에 대해 PDB 접근 코드 1AY4, 1AY5, 1AY8, 2AY1, 2AY2, 2AY3, 2AY4, 2AY5, 2AY6, 2AY7, 2AY8, 2AY9, 3TAT의 13가지 구조가 해결되었다.

## 참고 문헌
- Mavrides C, Orr W (1975). “Multispecific aspartate and aromatic amino acid aminotransferases in Escherichia coli”. 《J. Biol. Chem.》 250 (11): 4128–33. PMID 236311.